# Ján Geleta
Ján Geleta (Partizánske, 13 de setembro de 1943) é um ex-futebolista profissional eslovaco, medalhista olímpico

## Carreira
Ján Geleta representou o seu país nos Jogos Olímpicos de Verão de 1964, conquistando a medalha de prata.